# The Bonzo Dog Doo-Dah Band
A The Bonzo Dog Doo-Dah Band (névváltozataik: The Bonzo Dog Band, The Bonzos) nevű brit zenekar 1962-ben alakult. Kisebb-nagyobb megszakításokkal egészen a mai napig működnek. Zenéjükben a music hall, tradicionális jazz és pszichedelikus pop/rock stílusok elemeit keverik a szürreális humorral és az avantgárd stílussal. Az ITV Do Not Adjust Your Set című műsorában való fellépés után váltak ismertté. Zenéjüket általánosságban a comedy rock, pszichedelikus pop, trad jazz, avant-pop, experimental pop stílusokba sorolják.
Maga a zenekar eredetileg a tradicionális jazzt és az 1920-as évek popzenéjét parodizálta, de 1967-re áttértek a rockzene műfajára, mivel többen úgy tartották, hogy zeneileg túlságosan hasonlítanak a The Temperance Seven-höz és a fiktív New Vaudeville Band-hez.
Legismertebb daluknak az I'm the Urban Spaceman számít.

## Tagok
Hullámzó felállással rendelkeztek. A zenekar "krémjének", fontos tagjainak a következők számítottak:
- Vivian Stanshall – trombita, ének
- Neil Innes – zongora, gitár, ének
- Rodney Slater – szaxofon
- Roger Ruskin Spear – tenor szaxofon
- "Legs" Larry Smith – dob

## Diszkográfia
- 1967 Gorilla
- 1968 The Doughnut in Granny's Greenhouse (Amerikában Urban Spaceman címen jelent meg)
- 1969 Tadpoles
- 1969 Keynsham
- 1972 Let's Make Up and Be Friendly
- 2007 Pour l'Amour des Chiens